# Tito Chingunji
Pedro Ngueve Jonatão "Tito" Chingunji fou un polític angolès que exercia de secretari de política exterior del moviment rebel d'Angola UNITA durant la dècada de 1980 i començament de la dècada de 1990. A mitjans de la dècada de 1980 fou representant d'UNITA a Washington, D.C.
Chingunji fou assassinat a Angola el 1991 en circumstàncies que encara no s'han aclarit totalment. Alguns van culpar al seu assassinat el líder d'UNITA Jonas Savimbi, que suposadament veia Chingunji com una amenaça política. Savimbi, però, va suggerir que la seva mort va ser més probablement feina dels dissidents d'UNITA o el Agència Central d'Intel·ligència, que, va argumentar Savimbi, havien donat suport Chingunji en un esforç per enderrocar-lo. La seva mort i la de Wilson dos Santos varen provocar les defeccions dels generals Antonio da Costa Fernandes i Miguel N'Zau Puna, que afebliren les relacions entre els Estats Units i UNITA i danyaren seriosament la reputació internacional de Savimbi.